# Winnett (Montana)
Winnett es un pueblo ubicado en el condado de Petroleum en el estado estadounidense de Montana. En el Censo de 2010 tenía una población de 182 habitantes y una densidad poblacional de 71,78 personas por km².

## Geografía
Winnett se encuentra ubicado en las coordenadas 47°0′17″N 108°20′46″O / 47.00472, -108.34611. Según la Oficina del Censo de los Estados Unidos, Winnett tiene una superficie total de 2.54 km², de la cual 2.54 km² corresponden a tierra firme y (0%) 0 km² es agua.

## Demografía
Según el censo de 2010, había 182 personas residiendo en Winnett. La densidad de población era de 71,78 hab./km². De los 182 habitantes, Winnett estaba compuesto por el 100% blancos, el 0% eran afroamericanos, el 0% eran amerindios, el 0% eran asiáticos, el 0% eran isleños del Pacífico, el 0% eran de otras razas y el 0% pertenecían a dos o más razas. Del total de la población el 1.1% eran hispanos o latinos de cualquier raza.